# Lista de bairros de Francisco Beltrão
Esta é uma lista de bairros de Francisco Beltrão, região sudoeste do estado do Paraná.
- Aeroporto
- Água Branca
- Alvorada
- Antônio de Paiva Cantelmo
- Cango
- Centro
- Cristo Rei
- Guanabara
- Industrial
- Jardim Floresta
- Jardim Itália
- Jardim Virgínia
- Luther King
- Marrecas
- Miniguaçu
- Nossa Senhora Aparecida
- Nova Petrópolis
- Novo Mundo
- Padre Ulrico
- Pinheirinho
- Pinheirão
- Presidente Kennedy
- Sadia
- Seminário
- São Cristóvão
- São Miguel
- Vila Nova